# 伊凡似鯔銀漢魚
伊凡似鯔銀漢魚（學名：Pseudomugil ivantsoffi）為輻鰭魚綱銀漢魚目似鯔銀漢魚科的其中一種，分布於印尼淡水流域，體長可達3.5公分，為熱帶淡水魚，棲息在底中層水域，生活習性不明。

## 擴展閱讀
維基物種上的相關：伊凡似鯔銀漢魚